# Гулбис, Харий
Харий Гулбис (латыш. Harijs Gulbis, 25 октября 1926, Добеле — 11 ноября 2019) — латышский писатель и драматург.

## Биография
Окончил филологический факультет Латвийского государственного университета (1952). Работал учителем и заведующим учебной частью в школах Аллажи, Гулбене и Валки (1952—1959), учителем и воспитателем в Иецавской школе-интернате.
Первая публикация — рассказ «Девочка из Бомбея» в журнале «Звайгзне» (1957). Пьеса «Vecīši» была представлена на конкурс и поставлена на сцене Вентспилсского народного театра в 1959 году. Наиболее известен по пьесе «Жаворонки», получившей две республиканские литературные премии: им. Э Вейденбаума (1976) и им. А. Пумпура (1977), экранизированной режиссёром Ольгертом Дункерсом на Рижской киностудии в 1980 году и роману «Doņuleja», отмеченному литературной премией им. А. Упита (1983).
Долгое время был одним из постоянных авторов Латвийского национального театра. Его перу принадлежит выполненная для этого театра сценическая адаптация исторического романа Августа Деглава «Рига».
Член Союза писателей Латвии (с 1967), заслуженный деятель культуры Латвийской ССР (1976), почётный стипендиат Латвийского культурного фонда (1999).